# Spirits of the Air, Gremlins of the Clouds
Pour plus de détails, voir Fiche technique et Distribution.
Spirits of the Air, Gremlins of the Clouds est un film australien réalisé par Alex Proyas et sorti en 1987. Il s'agit de son premier long métrage.

## Synopsis
Felix et Betty Crabtree vivent dans une maison au milieu d'un désert sans arbres. Smith, un fugitif, arrive chez eux et bouleverse leur routine quotidienne.

## Fiche technique
- Titre original : Spirits of the Air, Gremlins of the Clouds
- Réalisation et scénario : Alex Proyas
- Musique : Peter Miller
- Photographie : David Knaus
- Montage : Craig Wood
- Production : Andrew McPhail et Alex Proyas
- Société de production : Meaningful Eye Contact Films
- Pays de production :  Australie
- Genre : aventure et science-fiction post-apocalyptique
- Durée : 96 minutes
- Dates de sortie : 
  - Australie : 2 septembre 1987 (avant-première à Sydney)
  - Australie : 29 juin 1989

## Distribution
- Michael Lake : Felix Crabtree
- Rhys Davis : Betty Crabtree
- Norman Boyd : Smith

## Production
Le film a été tourné à Broken Hill avec un petit budget de 500 000 dollars. Il s'agit du premier film réalisé par Alex Proyas.

## Distinctions
Le film a été nommé pour deux AACTA Awards et a reçu le prix spécial du festival international du film fantastique de Yubari.